# Amelita Baltar (álbum)
Amelita Baltar (en las subsiguientes reediciones se editó como Amelita Baltar y Astor Piazzolla) es un álbum de estudio con música cantada por Amelita Baltar, cuyas canciones fueron compuestas por el bandoneonista de tango argentino Astor Piazzolla, con las letras escritas por el poeta uruguayo Horacio Ferrer, fue editado en Brasil y España en 1975 por los sellos Fermata y Ariola respectivamente. De las diez canciones presentes, solo tres son grabaciones nuevas, el álbum esta constituido mayormente de grabaciones ya editadas, por un lado incluye dos sencillos de RCA Victor de 1972, junto a canciones del álbum Amelita Baltar interpreta a Piazzolla y Ferrer de 1970. La edición española en comparación con la brasileña, difirió en el contenido del álbum, omitiendo las pistas repetidas del álbum ya citado, e incluyendo la canción «El gordo triste». Las ediciones subsiguientes salieron con distintas portadas y alineaciones en las canciones. Es el tercer y último álbum del trío colaborativo entre Baltar, Piazzolla y Ferrer.

## Historia
Astor Piazzolla para 1973 estaba en búsqueda de un contrato discográfico en Europa, y en marzo de 1974 el productor Aldo Pagani lo llamó por teléfono para ofrecerle un convenio: sería su representante y firmarían un contrato válido por tres años. El productor se comprometía a darle la mitad de lo que produjeran las ventas de cualquier partitura que se publicara, más 500 dólares mensuales y un departamento en Roma, a cambio de un quince por ciento de lo recaudado en las presentaciones europeas. Así en 1974 se mudó a Italia donde grabó y editó los álbumes Libertango y Summit, este último en colaboración con saxofonista y jazzista estadounidense Gerry Mulligan.

## Grabación
Amelita Baltar presenta poco material nuevo, solo tres canciones de diez, son grabaciones que se editaron por primera vez en este álbum: «Vamos, Nina», «Pequeña Canción para Matilde» y «Violetas Populares», que se grabaron en Milán, Italia durante 1974. Las canciones «Preludio para el año 3001», «Balada para mi muerte» y «Balada para un loco» fueron grabadas entre noviembre de 1969 y principios de 1970, en Buenos Aires, Argentina, y ya habían aparecido en un álbum anterior Amelita Baltar interpreta a Piazzolla y Ferrer de 1970. Mientras que los temas «La primera palabra» con «No quiero otro» ya había sido editada en sencillo por RCA, al igual que «Las ciudades» con «Los paraguas de Buenos Aires», grabaciones realizadas entre febrero a septiembre de 1972 y editadas durante ese año.

## Lanzamiento y publicaciones
Amelita Baltar se editó originalmente en Brasil y España en 1975 por los sellos Fermata y Ariona respectivamente, y permaneció descatalogado por muchos años. La edición española presentaba diferencias en la alineación de canciones: quitó las tres canciones «Preludio para el Año 3001», «Balada para mi Muerte» y «Balada para un loco», que ya habían aparecido en Amelita Baltar interpreta a Piazzolla y Ferrer, e incluyó al final la versión de «El gordo triste» cantada por Amelita Baltar. En las subsiguientes reediciones se editó como Amelita Baltar y Astor Piazzolla. Se reeditó por primera vez recién en Brasil, ya en CD en 1993 por el sello Movieplay Brasil, el año siguiente se editó en Europa por Personality, y se volvió a editar en 1998 por Bella Musica, pero en esta última edición incluyó «El gordo triste» al final. En el año 2000 se editó en Alemania por Digimode, en esta edición también se incluyó «El gordo triste» al final. En Argentina se editó por primera vez recién en 2005 por el sello argentino Trova, en esta edición se incluyeron «Chiquilín de Bachín» y «Milonga En Ay Menor». Una nueva reedición europea tuvo lugar en 2006.

## Lista de temas
- Lista de temas de la edición original editada en Brasil por Fermata en 1975.

Todas las canciones escritas y compuestas por Astor Piazzolla (música), Horacio Ferrer (letra) y cantadas por Amelita Baltar, excepto donde se indica. 
| Lado A |                             |                                  |          |  |
| N.º    | Título                      | Detalle                          | Duración |  |
| 1.     | «Preludio para el año 3001» | letras: Ferrer, música Piazzolla | 4:12     |  |
| 2.     | «Balada para mi Muerte»     | letras: Ferrer, música Piazzolla | 4:12     |  |
| 3.     | «Balada para un Loco»       | letras: Ferrer, música Piazzolla | 4:49     |  |
| 4.     | «Vamos, Nina»               | letras: Ferrer                   | 3:39     |  |
| 5.     | «Las ciudades»              | letras: Ferrer                   | 4:34     |  |

| Lado B |                                |                                         |          |  |
| N.º    | Título                         | Detalle                                 | Duración |  |
| 1.     | «Los Paraguas de Buenos Aires» | letras: Ferrer, música Piazzolla        | 4:52     |  |
| 2.     | «La Primera Palabra»           | letras: Ferrer                          | 3:40     |  |
| 3.     | «No Quiero Otro»               | letras: Ferrer                          | 4:39     |  |
| 4.     | «Pequeña canción para Matilde» | letras: Pablo Neruda, música: Piazzolla | 2:48     |  |
| 5.     | «Violetas Populares»           | letras: Mario Trejoi, música: Piazzolla | 4:35     |  |

## Créditos
- Amelita Baltar - voz
- Astor Piazzolla - bandoneón
- Horacio Ferrer - letras
- Orquesta - no acreditado